# Lonely Tonight
«Lonely Tonight» — второй сингл американского кантри-певца Блейка Шелтона с его девятого студийного альбома Bringing Back the Sunshine. Был записан при участии певицы Эшли Монро. Сингл вышел в продажу 17 ноября 2014 года. Авторами композиции стали Brent Anderson и Ryan Hurd.

## История
Песня впервые вышла на кантри-радио 17 ноября 2014 года.
«Lonely Tonight» дебютировал на позиции № 38 в чарте Billboard Country Airplay в неделю, начинающуюся 29 ноября 2014 года.
Билли Дюкс из Taste of Country описал её как «тёмную песню о любви», в то время как Каролайн Меньис из Music Times назвала её «вызывающей печаль». Чак Дофин из журнала Billboard сравнил «Lonely Tonight» с ранними работами Шелтона из Pure BS (2007) и Startin' Fires (2008).
Майкл Макколл из газеты The Calgary Herald отметил хороший эмоциональный вокал Шелтона.
Режиссёром видеоклипа «Lonely Tonight», премьера которого состоялась 12 ноября 2014 года, стал Shaun Silva.

## Позиции в чартах
Сингл «Sangria» 11 июля стал 19-м чарттоппером для Блейка Шелтона в Радиоэфирном кантри-чарте, в том числе 14-м подряд. Первым из этих 14 был сингл «Hillbilly Bone» (при участии Trace Adkins) — 27 марта 2010 года. Первые 5 чарттопперов были в 2001—2009, а затем остальные десять (2010—2015). Более 20 чарттопперов в Country Airplay с момента запуска 20 января 1990 года этого чарта имеют только Тим Макгро (27), Алан Джексон (26), Джордж Стрейт (26), Кенни Чесни (25), Brooks & Dunn (20), Toby Keith (20) и Шелтон (19). Для Эшли Монро сингл стал первым её сольным чарттоппером, хотя ранее она уже лидировала в этом хит-параде в составе трио Pistol Annies, когда они подпевали на сингле Шелтона «Boys 'Round Here» в 2013 году.
На апрель 2015 года было продано 530 000 копий сингла в США.

### Еженедельные чарты
| Чарт (2014-15)                      | Наивысшая позиция |
| ----------------------------------- | ----------------- |
| Канада (Billboard Canadian Hot 100) | 42                |
| Канада (Billboard Country)          | 1                 |
| США (Billboard Hot 100)             | 47                |
| США (Billboard Country Airplay)     | 1                 |
| США (Billboard Hot Country Songs)   | 2                 |

### Итоговые годовые чарты
| Чарт (2015)                       | Позиция |
| --------------------------------- | ------- |
| США Country Airplay (Billboard)   | 31      |
| США Hot Country Songs (Billboard) | 25      |

## Сертификации
| Регион | Сертификация | Продажи |
| --- | ------------ | ------- |
| Канада (Music Canada) | Золотой      | 40,000^ |
| США (RIAA) | Золотой      | 530,000 |
| * Данные о продажах приведены только на основе сертификации. ^ Данные о тиражах приведены только на основе сертификации. |              |         |